# Pauperismo medievale
Il pauperismo fu un movimento spirituale medioevale, caratteristico degli ordini mendicanti e di altri predicatori cristiani che ne esaltavano il messaggio religioso e sociale.
Nel Medioevo si evidenziava la figura del questuante, un frate addetto a girare per città e campagne per sollecitare il versamento della questua, ossia di una donazione volontaria atta al sostentamento del convento. L'obbligo alla povertà e la pratica della raccolta delle elemosine (ormai quasi totalmente abbandonata) vennero progressivamente limitate o vietate come unica fonte di reddito da Papa Sisto IV (1475) e dal successivo Concilio di Trento che permise agli ordini mendicanti di possedere, collettivamente, delle rendite.

## Storia
(Dolcino)
In contrapposizione all'opulenza delle gerarchie ecclesiastiche, i pauperisti intendevano basarsi soltanto sugli insegnamenti e sugli esempi di Gesù Cristo così come sono riportati dai Vangeli; predicavano l'altruismo e una vita modesta, e la preminenza delle ricchezze spirituali sopra quelle materiali. Ebbe tra i suoi difensori Valdo di Lione, Francesco d'Assisi, Dolcino da Novara, Ubertino da Casale e Arnaldo da Villanova.
Il pauperismo appartiene sicuramente alla più ampia corrente dell'ascetismo cristiano, ma se ne differenzia in alcuni aspetti. L'ascetismo, per esempio, ha sempre posto l'accento sulla povertà individuale, del singolo cristiano (religioso o secolare che fosse), e su altre forme di penitenza e di austerità, mentre raramente poneva in discussione la possibilità che l'istituzione (il monastero, l'Ordine, la Chiesa stessa) potessero possedere ricchezze. Il pauperismo medievale, invece, non era tanto una ricerca della povertà personale quasi fosse una forma di penitenza o una via di perfezionamento, ma spesso sceglieva di rinunciare alle ricchezze per condividere la vita degli strati più umili della società e aderire più fedelmente all'esempio di Gesù Cristo. Inoltre a differenza dell'ascetismo il quale è una ricerca volontaria della povertà, il pauperismo ne è un'accettazione filosofica.

## Ideologie e prassi analoghe in epoca moderna e contemporanea
Per quanto riguarda la chiesa cattolico-romana, ancora oggi nelle congregazioni e negli ordini religiosi, così come negli Istituti secolari, la povertà è la promessa e l'impegno di uno stile di vita sancito con l'emissione di un voto che implichi la rinuncia ad ogni proprietà personale del religioso e - in alcuni casi - anche per l'intera comunità, che perciò trarrà il proprio mantenimento unicamente dal lavoro e dall'aiuto della divina Provvidenza.
Alcuni punti in comune con il pauperismo medievale sono stati riconosciuti anche in encicliche papali come la Rerum Novarum e la Quadragesimo Anno, alla base della cosiddetta dottrina sociale della Chiesa cattolica: in particolare, la predominanza accordata alla ricchezza spirituale rispetto a quella materiale e una certa volontà di comprendere le reali condizioni dei più poveri.
Sono stati altresì riconosciuti alcuni aspetti di pauperismo nell'ideologia di alcune associazioni politiche o culturali come il Movimento dei lavoratori cattolici e in determinate teorie economiche come il distributismo.